# Diademosa californiana
Diademosa californiana är en svampart som först beskrevs av M.E. Barr, och fick sitt nu gällande namn av Shoemaker & C.E. Babc. 1992. Diademosa californiana ingår i släktet Diademosa och familjen Diademaceae.   Inga underarter finns listade i Catalogue of Life.